# هانس ريختر (موسيقي)
هانس ريختر (بالألمانية: Hans Richter)‏ هو موزع وموسيقي نمساوي، ولد في 4 أبريل 1843 في جيور في المجر، وتوفي في 5 ديسمبر 1916 في بايرويت في ألمانيا.

## وصلات خارجية
- هانس ريختر على موقع الموسوعة البريطانية (الإنجليزية)
- هانس ريختر على موقع ميوزك برينز (الإنجليزية)
- هانس ريختر على موقع أول ميوزيك (الإنجليزية)